# Орлова, Елена Николаевна
Еле́на Никола́евна Орло́ва (Сидорченкова) (род. 30 мая 1980, Москва) — российская легкоатлетка. Мастер спорта международного класса по лёгкой атлетике, член сборной России с 2003—2014, многократный призёр и чемпион России. Также является двукратной победительницей Кубка Европы, призёром Командного чемпионата Европы, финалисткой чемпионатов мира и Европы, обладательницей мирового достижения на дистанции 2000 м с препятствиями. Участница ХХХ Олимпийских Игр в Лондоне 2012 года.

## Биография
Родилась 30 мая 1980 года в Москве, в 1997 году окончила школу и поступила в Российский Государственный Социальный Университет (РГСУ). В 2002 году его окончила по специальности социолог-информатик. С 12 до 22 лет занималась лёгкой атлетикой в детско-юношеской спортивной школе олимпийского резерва № 44. С 2003 по 2015 год выступала в составе сборной России по лёгкой атлетике, а также в составе команды Московской области. Специализация в беге: средние и длинные дистанции. В 2016 году получила второе высшее образование по специальности тренер-преподаватель по лёгкой атлетике в Российском государственном университете физической культуры, спорта, молодёжи и туризма (ГЦОЛИФК).

## Семья
23 сентября 2009 вышла замуж за Александра Орлова. В сентябре 2010 родила сына.

## Карьера в спорте
- 1999 год — призёр Чемпионата России среди юниоров;
- 2002 год — призёр Чемпионата России среди молодёжи;
- 2003 год — призёр Чемпионата России, участница чемпионата мира в Бирмингеме (Англия);
- 2004 год — финалистка российских и международных соревнований;
- 2005 год — призёр Чемпионата России, призёр Чемпионата России по кроссу, победитель международного старта Салоники (Греция), победитель матча: Россия-Франция-Италия, призёр матча Великобритания-Россия-США-Китай;
- 2006 год — призёр Чемпионата России, участница Чемпионата Мира по кроссу, финалистка Чемпионата Европы, победительница Кубка Европы, призёр Международных стартов, призёр матча: Великобритания-Россия-США-Китай;
- 2007 год — двукратный призёр Чемпиона России, финалистка Кубка Европы, призёр Интернационального Матча: Франция-Италия-Испания-США-Германия-Россия-Польша-Украина;
- 2008 год — чемпионка и призёр Чемпионата России, призёр Международного старта «Русская Зима», победитель Кубка Европы, финалист Чемпионата Чира, в составе сборной России по лёгкой атлетике на XXIX Олимпийских Играх в Пекине (запас), призёр Интернационального Матча: Испания-Германия-США-Россия-Франция-Украина;
- 2009 год — двукратный призёр Чемпионата России, призёр международного старта, призёр Командного Чемпионата Европы, финалист Чемпионата мира;
- 2011 год — участница Спартакиады Газпром;
- 2012 год — чемпионка и призёр Чемпионата России, призёр Кубка Европейских Чемпионов среди клубов, участница ХХХ Олимпийских Игр в Лондоне;
- 2012 — обладательница высшего мирового достижения на дистанции 2000 с/п;
- 2013 год — призёр Командного Чемпионата России;
- 2014 год — призёр Всероссийских соревнований, финалист Чемпионата России;
- 2015 год — неоднократный победитель и участник любительских и благотворительных забегов в России на дистанциях 5, 10, 21 и 42 километра;
- 2016 год — призёр Чемпионата Москвы в помещении и участник любительских и благотворительных забегов в России.
- 2020 год — 466е место на Ночном Забеге. Елена пробежала 10 километров за 41 минуту и одну секунду, установив личный рекорд на этой дистанции[2]

## Личные рекорды
- 800 метров — 2: 02, 00 сек
- 1000 метров — 2: 39, 00 сек
- 1500 метров — 4: 05,77 сек
- 3000 метров — 8: 43,88 сек
- 3000 метров с/п — 9: 22,15 сек
- 5000 метров — 15: 03,88 сек

## Награды
Награждена знаком губернатора Московской области «Во славу спорта» в 2009 и 2012 годах.

## Благотворительность
Попечитель благотворительного фонда «Источник Надежды»